# Reinoud II van Nevers
Reinoud II van Nevers (circa 1055 - 5 augustus 1089) was van 1079 tot aan zijn dood medegraaf van Nevers. Hij behoorde tot het huis Nevers.

## Levensloop
Reinoud II was de oudste zoon van graaf Willem I van Nevers uit diens huwelijk met Ermengarde, dochter van graaf Reinoud I van Tonnerre.
In 1079 werd hij medegraaf van Nevers, wat hij bleef tot aan zijn dood tien jaar later. Hij overleed voor zijn vader, waardoor zijn zoon Willem II in 1098 zijn grootvader opvolgde als graaf van Nevers, Auxerre en Tonnerre.

## Huwelijken en nakomelingen
Reinoud was twee keer gehuwd. Uit zijn eerste huwelijk met Ida Raymonda, dochter van graaf Artaud IV van Forez, is een dochter bekend:
- Elisabeth (overleden tussen 1120 en 1139), huwde met heer Miles van Courtenay.

Zijn tweede echtgenote was Agnes de Beaugency, met wie hij volgende kinderen kreeg:
- Willem II (1083-1147), graaf van Nevers, Auxerre en Tonnerre
- Robert (overleden na 1134), burggraaf van Ligny-le-Château